# Clarkesworld Magazine
Clarkesworld Magazine (ISSN 1937-7843) é uma revista estadunidense de ficção científica e fantasia. Sua primeira edição foi lançada em 1º de outubro de 2006 e ela vem mantendo uma periodicidade mensal, publicando ficção, entrevistas com autores e artigos relacionados de autores como Nnedi Okorafor, Elizabeth Bear, Kij Johnson, Caitlin R. Kiernan, Sarah Monette, Catherynne Valente e Jeff VanderMeer.

## Formatos
A revista tem um podcast considerado um dos melhores do ramo e é apresentada em vários formatos:
- Todos os contos são reunidos, anualmente, em uma antologia, em edição física, publicada pela Wyrm Publishing;[4]
- Aplicativos estão disponíveis para Android, iPad e iPhone;[4]
- ebooks em formatos EPUB e Mobipocket são disponíveis para venda;[4]
- o conteúdo é todo disponibilizado pelo site da revista;[4]
- todo o conteúdo de ficção é distribuído também na forma de audiobooks;[4]
- subscrição pode ser feita em ereaders da Amazon.[4]

## Equipe atual
- Neil Clarke, editor-chefe;[5]
- Sean Wallace, Editor, outubro de 2006 – atual;[5]
- Kate Baker, diretora de podcasts, outubro de 2009 – atual; editora de não-ficção, janeiro de 2013 – atual;[5]
- Gardner Dozois, editor de republicações, abril de 2013 – atual;[5]
- Jeremy L.C. Jones, entrevistas, setembro de 2010 – atual.[5]